# Castello di Blatná
Il castello di Blatná (in ceco Blatná zámek) si trova nella città omonima del Distretto di Strakonice, Boemia Meridionale nella Repubblica Ceca. Rappresenta uno dei castelli circondati dall'acqua meglio conservati del Paese e la sua storia inizia nel XIII secolo.

## Storia

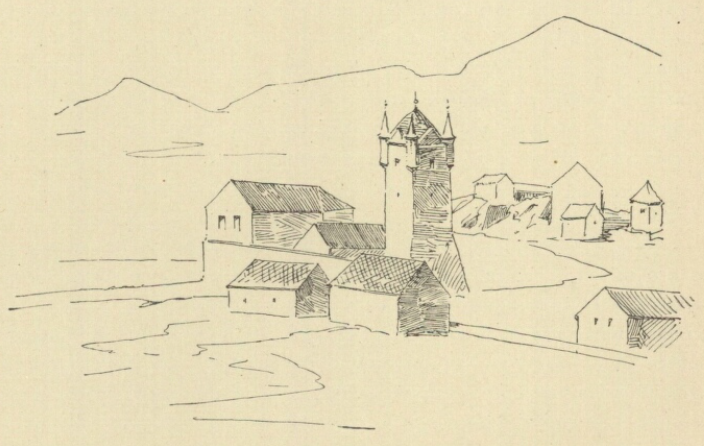
Raffigurazione del castello di Blatná risalente al 1897

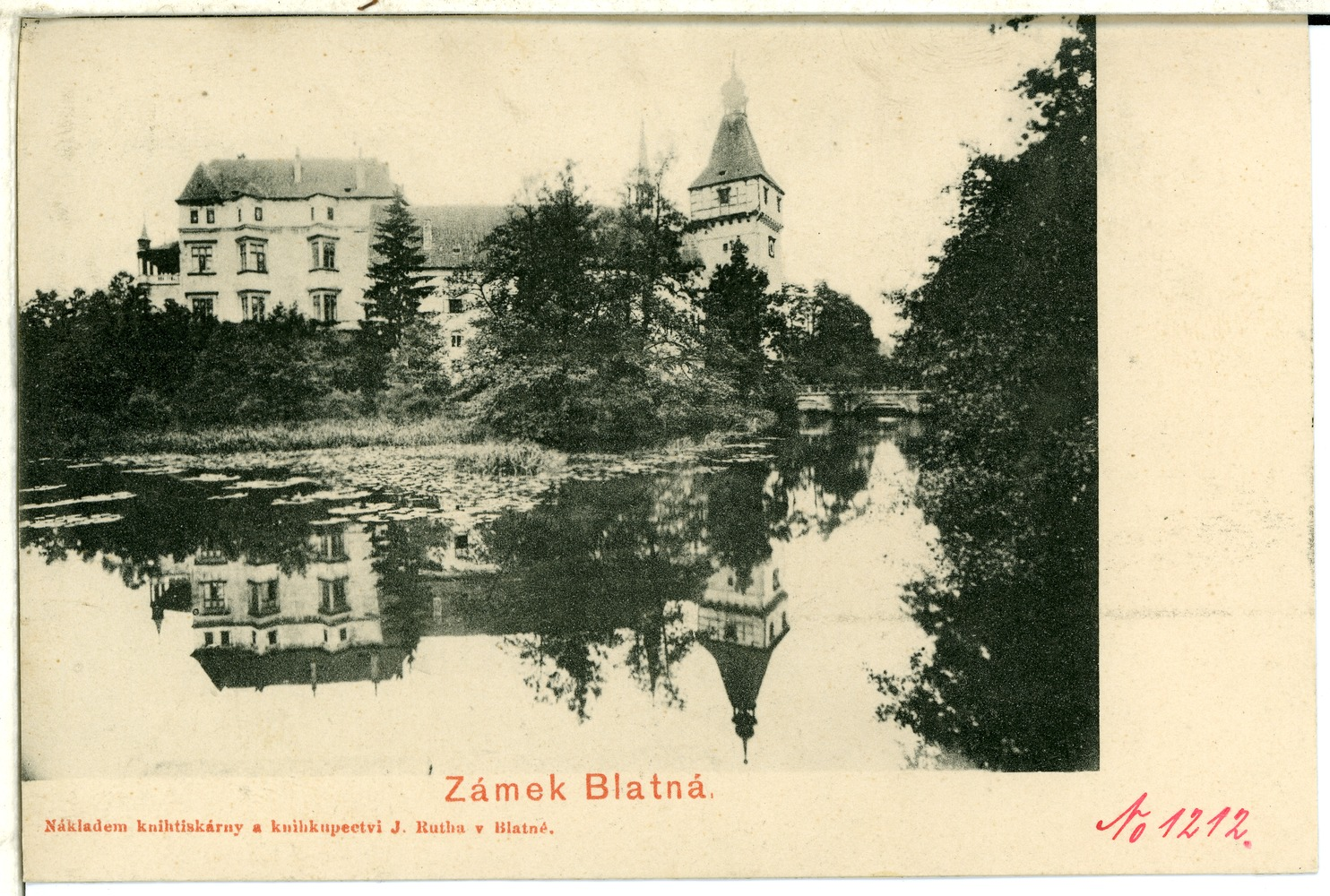
Castello di Blatná in una foto del 1899

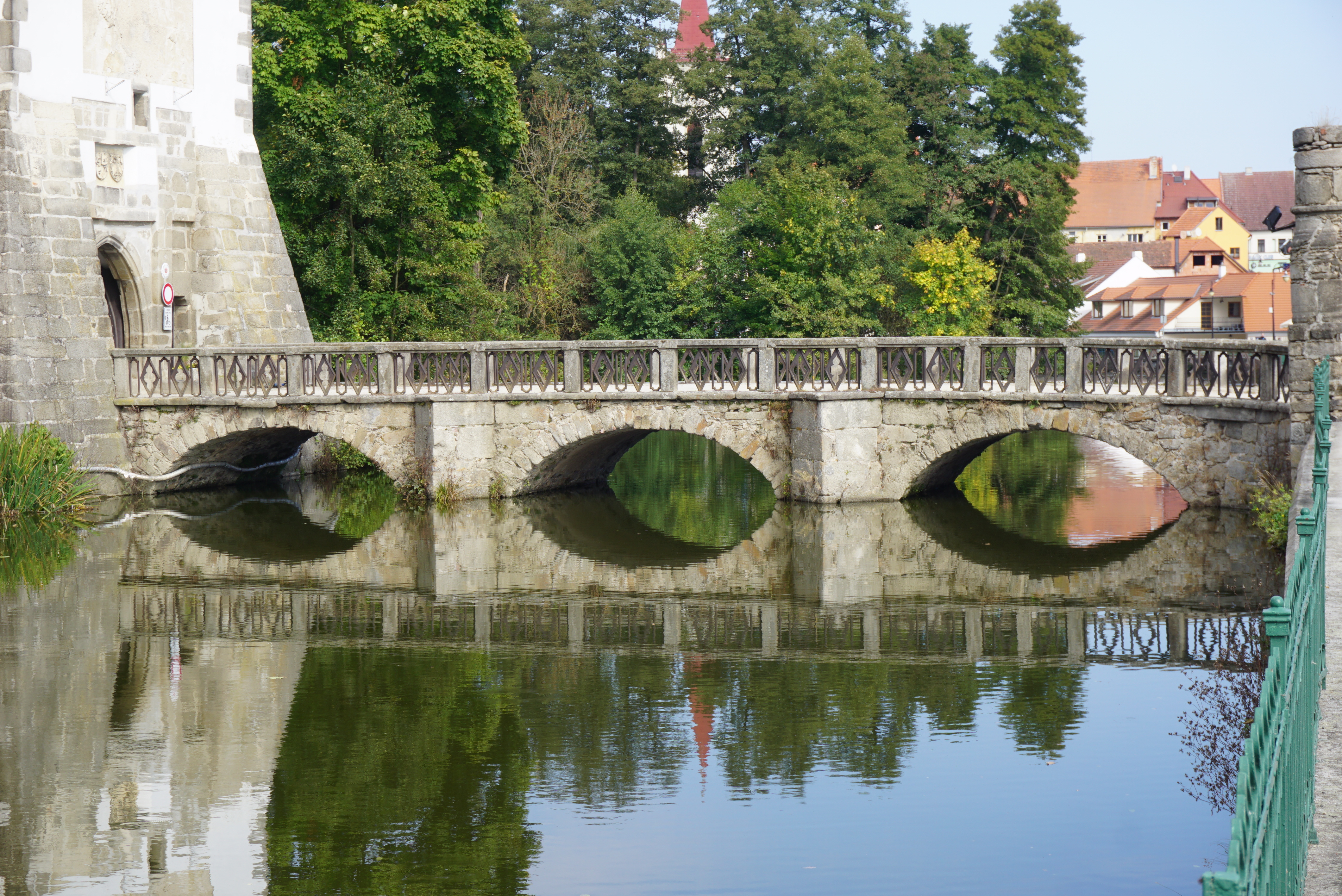
Ponte di accesso al castello

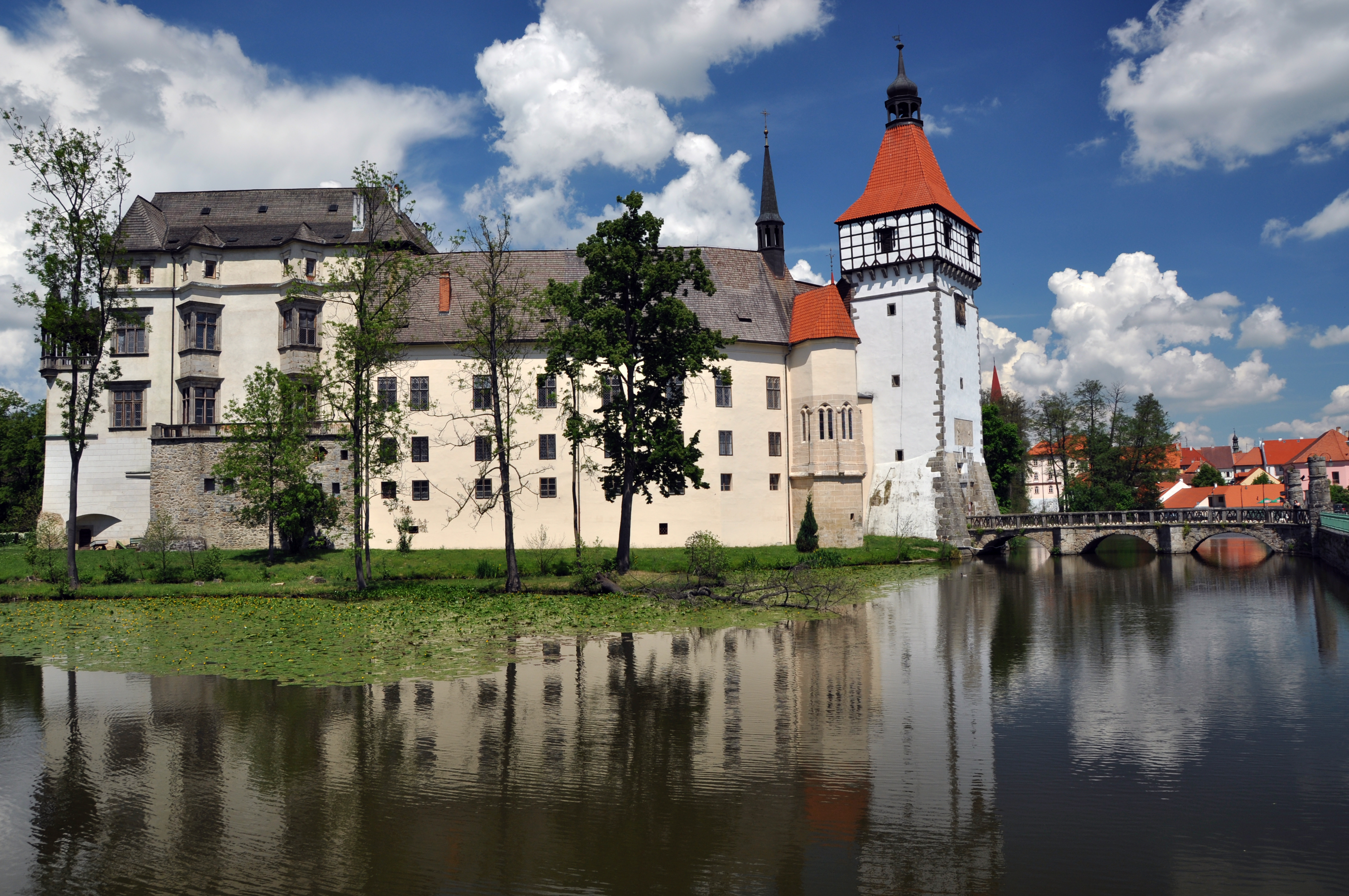
Castello visto dallo stagno che lo circonda

Il castello medievale venne edificato nel XIII secolo dalla famiglia bavarese degli Strakonitz. Venne poi notevolmente ampliato e in parte ricostruito sotto i signori di Rožmitál nel XV e XVI secolo. Questi lo persero a metà del XVI secolo per gli eccessivi debiti accumulati. Successivamente castello e tenuta entrarono in possesso di diverse famiglie nobili, finché, nel 1798, furono acquistati dagli Hildprandt di Ottenhausen, che sono rimasti da allora i proprietari del castello, salvo il periodo durante il quale esistette la Repubblica Federale Ceca e Slovacca. Tra il 1850 e il 1856 il castello subì modifiche neogotiche secondo il modello dell'architettura inglese. In quel periodo vennero rinnovate solo alcune parti dei vecchi edifici con una nuova facciata. Il castello è circondato da un romantico parco paesaggistico della prima metà del XIX secolo.

## Descrizione
Il castello e il parco di Blatná si trovano nell'omonima città della Boemia Meridionale (Repubblica Ceca). L'edificio è uno dei monumenti più importanti del suo genere nel Paese sia architettonicamente sia storicamente. Il castello di Blatná è circondato da un parco paesaggistico e dallo stagno del castello all'estremità sud-ovest della città.

### Monumento culturale della Repubblica Ceca
La tutela dei monumenti della Repubblica Ceca considera il castello di Blatná un monumento culturale tutelato col numero di catalogo 1000146228.